# Saint-Joseph (Martinique)
Saint-Joseph is een gemeente in Martinique en telde 15.883 inwoners in 2019. De oppervlakte bedraagt 43,29 km². Het ligt ongeveer 8 km ten noordoosten van de hoofdstad Fort-de-France.

## Geschiedenis
In 1842 werd een kerk en een school gebouwd in het dorp La Chapel. In 1853 werd de parochie opgericht. In 1888 werd het een zelfstandige gemeente. In 1891 werd het gebied verwoest door een orkaan. De economie was oorspronkelijk gebaseerd op suikerriet, maar in de tweede helft van de 20e eeuw werd overgeschakeld naar bananen, ananassen en bloemen.

## Galerij

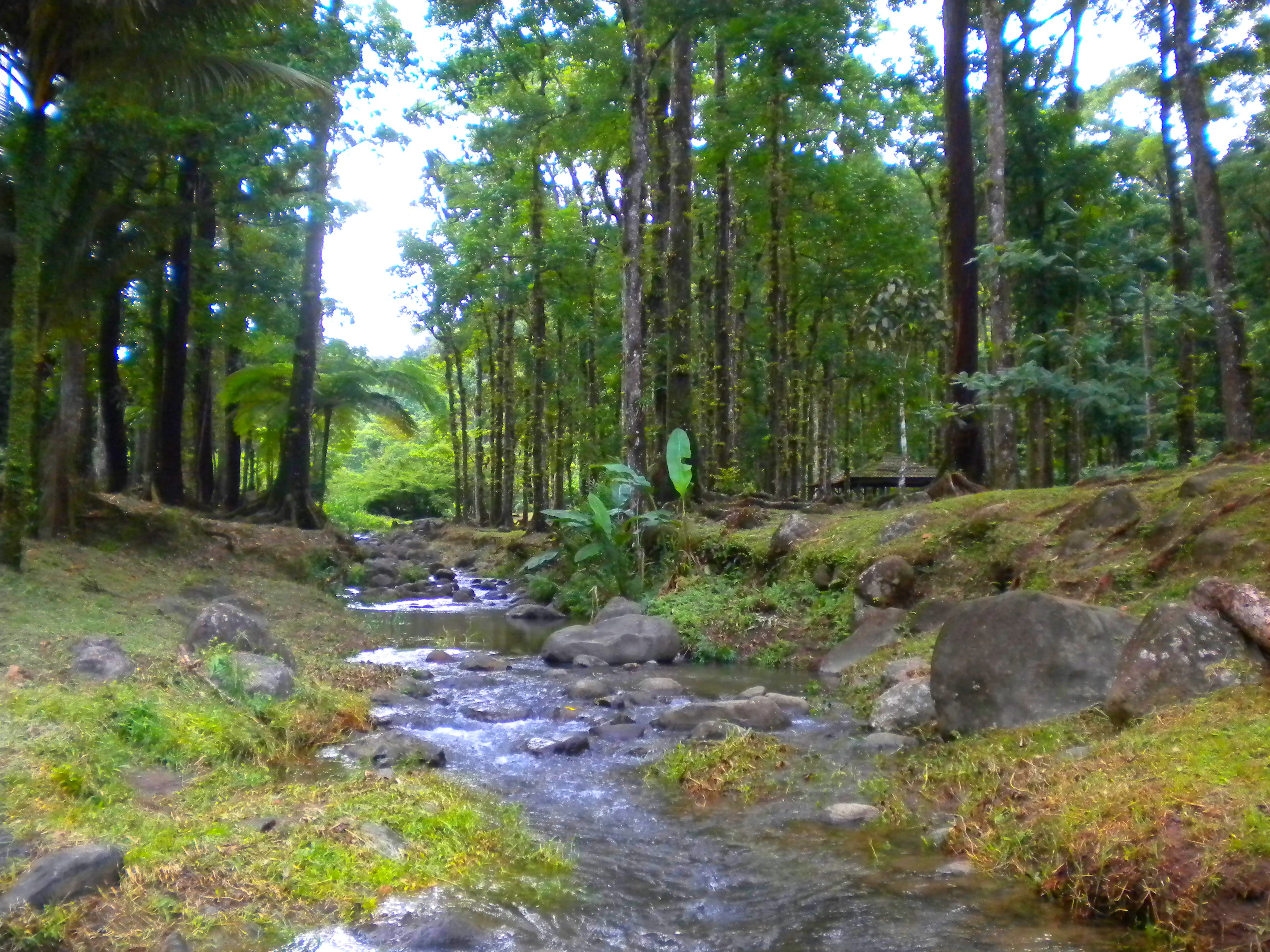
Klein beekje in het oerwoud
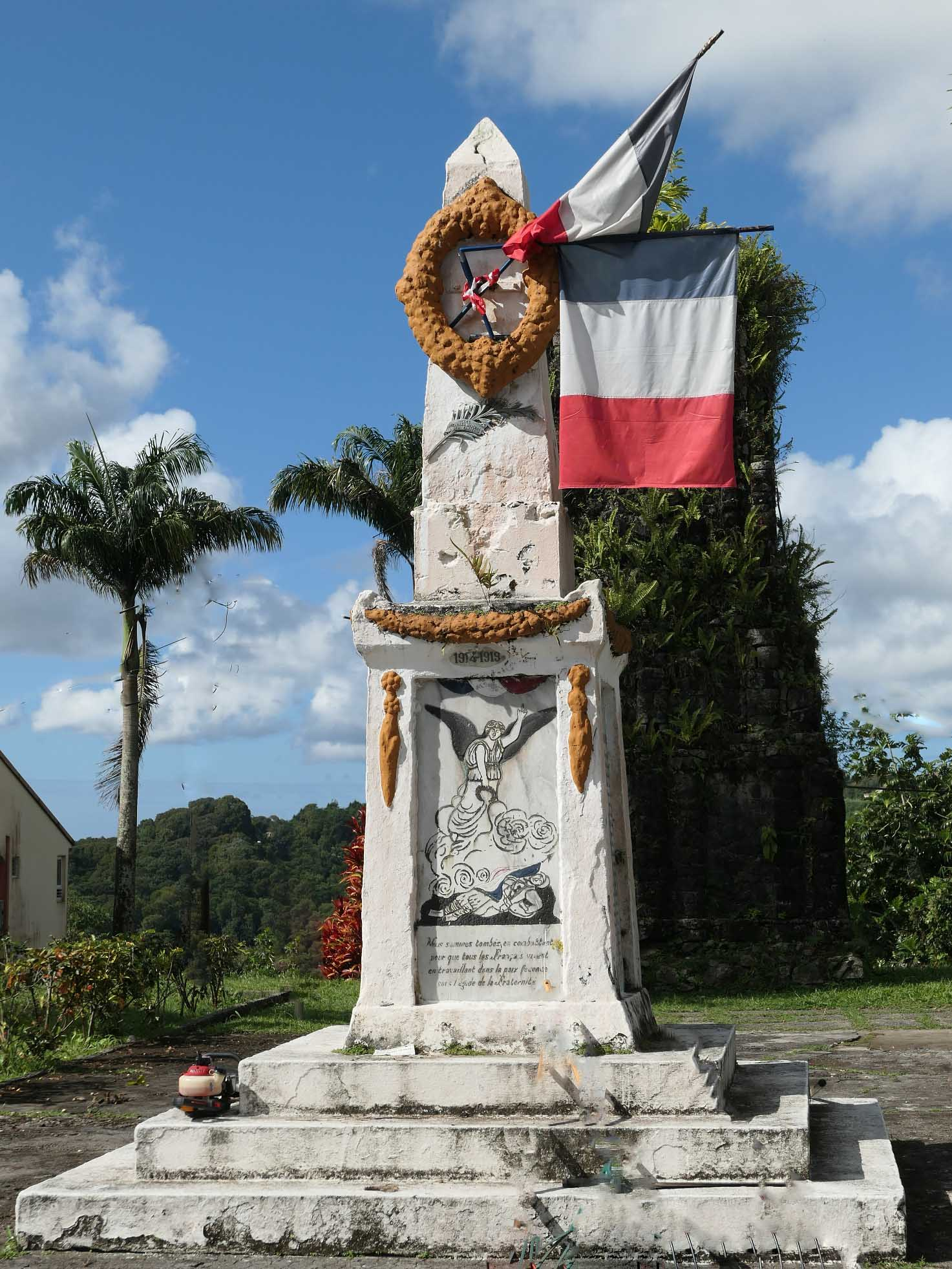
Oorlogsmonument

- Virtual International Authority File: 107144648409210481084
- WorldCat: E39PBJcBVrHgR44PwMp4FdJVYP

L'Ajoupa-Bouillon · Les Anses-d'Arlet · 
Basse-Pointe · Bellefontaine · 
Le Carbet · Case-Pilote · 
Le Diamant · Ducos · 
Fonds-Saint-Denis · Fort-de-France · Le François · 
Grand'Rivière · Le Gros-Morne · 
Le Lamentin · Le Lorrain · 
Macouba · Le Marigot · Le Marin · Le Morne-Rouge · Le Morne-Vert · 
Le Prêcheur · 
Rivière-Pilote · Rivière-Salée · Le Robert · 
Saint-Esprit · Saint-Joseph · Saint-Pierre · Sainte-Anne · Sainte-Luce · Sainte-Marie · Schœlcher · 
La Trinité · Les Trois-Îlets · 
Le Vauclin